# Фалия
Фа̀лия (на гръцки: Φάλεια) е село в Кипър, окръг Пафос. Според статистическата служба на Република Кипър през 2001 г. селото има 4 жители.
Намира се на 3 км южно от Статос-Агиос Фотиос.